# اوی و وی
اوی وَ وُی (به انگلیسی: Oi Va Voi) گروه موسیقی راک آلترنتیو انگلیسی است که در سال ۱۹۹۹ در لندن تشکیل شد. نام گروه به زبان یدیش تقریباً به معنای"اوه خدای بزرگ!" ترجمه می شود.

سوفی سولومون (به انگلیسی: Sophie Solomon) از بنیانگذاران این گروه موسیقی بود. او در سال ۲۰۰۶ گروه را ترک کرد و فعالیت حرفه ای موسیقی را به صورت انفرادی پیگیری کرد.

این گروه متشکل از پنج عضو ثابت است که به طور مداوم با آوازخوان های دیگر همکاری می کنند. کی تی تانستال (به انگلیسی: KT Tunstall) خواننده انگلیسی یکی از کسانی بود که تا سال ۲۰۰۴ و قبل از اینکه آلبوم انفرادی خود را روانه بازار کند، به عنوان خواننده مهمان با گروه همکاری می کرد .

موسیقی گروه اوی و وُی الهام گرفته از موسیقی یهودی است و ریشه در سنت های اشکنازی و سفاردی ها دارد. همچنین عناصر موسیقی اروپای شرقی به خصوص موسیقی فولکلور مجارستان در کارهای این گروه به وضوح قابل مشاهده است.

اوی و وُی در سبکهای راک آلترنتیو، الکترونیک و تریپ هاپ موسیقی تولید می کند.

## اعضا
- نیک آمار: گیتار، آواز ، ماندولین، تهیه کننده
- جاش برسلاو: درامز، پرکاشن، تهیه کننده
- مت جوری: باس
- استیو لوی: کلارینت، آواز
- دیوید اورچانت: ترومپت

## هنرمندان مهمان
- آنا فیبی
- مایا جیمز
- ارل زینگر
- کی تی تانستال
- هیلی اکر
- سوارا نظرخان (موزیسین اهل ازبکستان)

## آلبوم‌ها
- (2002) "Digital Folklore"
- (2003) "Laughter Through Tears"
- (2007) "Oi Va Voi (album)|Oi Va Voi"
- (2009) "Travelling the Face of the Globe"

## تک آهنگها
- (Brothers" (2003"
- (Refugee" (2004"
- (Yesterday's Mistakes" (2004"
- (Yuri" (2007"
- (Every Time" (2009"

## جوایز
برنده جایزه ادیسون در سال ۲۰۰۴ در هلند به عنوان بهترین آلبوم سال